# Михайлівка (Одеський район)
Миха́йлівка (раніше Йоганнесталь) — село Вигодянської сільської громади в Одеському районі Одеської області в Україні. Населення становить 175 осіб.

## Населення
Згідно з переписом 1989 року населення села становило 194 особи, з яких 86 чоловіків та 108 жінок.
За переписом населення 2001 року в селі мешкало 175 осіб.

### Мова
Розподіл населення за рідною мовою за даними перепису 2001 року:
| Мова       | Відсоток |
| ---------- | -------- |
| українська | 96,57 %  |
| російська  | 2,29 %   |
| болгарська | 0,57 %   |
| молдовська | 0,57 %   |